# كلارنس لونغ
كلارنس لونغ (بالإنجليزية: Clarence Long)‏ هو سياسي أمريكي، ولد في 11 ديسمبر 1908 في ساوث بند في الولايات المتحدة، وتوفي في 18 سبتمبر 1994 في الولايات المتحدة. حزبياً، نشط في الحزب الديمقراطي. وقد انتخب عضو مجلس النواب الأمريكي.